# Essong (Nsem)
Pour les articles homonymes, voir Essong.
Essong est une localité de la région du Centre au Cameroun, localisée dans la commune de Nsem et le département de la Haute-Sanaga.

## Population
En 1963, Essong comptait 88 habitants, principalement des Bamvele.
Lors du recensement de 2005, ce nombre s'élevait à 133.